# Lista biskupów Seo de Urgel
Biskup Seo de Urgel – biskup diecezji Urgell Kościoła rzymskokatolickiego, od 1278 jest również współksięciem episkopalnym Andory.

## Lista biskupów
Lista biskupów na podstawie strony diecezji:
- 531–546 – Just z Urgellum
- 589–599 – Simplici
- 614 (wątpliwy) – Pompeu
- 633 – Renari
- 653–655 – Maurell
- 672/680 (wątpliwy) – Jacint
- 683–693 – Leuberic
- 731 (wątpliwy) – Namdad
- 786–799 – Fèlix de Urgell

1. Leidrat de Lió (799–806)
2. Posedoni I (806–819)
3. Sisebut I (819–823)
4. Posedoni II (823–833)
5. Sisebut (833–840)
6. Florenci (840–850)
7. Beat (850–857)
8. Guisad I (857–872)
9. Golderic (872–885)
10. Esclua (885–892)
11. Ingobert (893–900)
12. Nantigis (899?/900–914)
13. Trigilbert (914)
14. Radulf de Barcelona (914–940)
15. Guisad I (940–981)
16. Salla (981–1010)
17. Święty Hermangaud (1010–1035)
18. Eribau (1036–1040)
19. Guillem Guifré de Cerdanya (1041–1075)
20. Bernat Guillermo (1076–1092)
21. Guillem Arnau (de Montferrer) (1092–1095)
22. Folc II vizconde de Cardona (1092–1096)
23. Sant Ot d’Urgell (1095–1122)
24. Pere Berenguer (1123–1141)
25. Bernat Sanç (1142–1163)
26. Bernat Roger (1163–1167)
27. Arnau de Preixens (1167–1195)
28. Bernat de Castelló (1195–1198)
29. Bernard de Vilamur (1198–1203)
30. Pere de Puigvert (1203–1230)
31. Ponç de Vilamur (1230–1257)
32. Abril Pérez Peláez (1257–1278)
33. Pere d'Urg (1278–1293) (pierwszy współksiążę Andory)
34. Guillem de Montcada (1295–1308)
wakat (1308–1309)
35. Ramon Trebailla (1309–1326)
36. Arnau de Llordà (Llordat) (1326–1341)
37. Pere de Narbona (1341–1347) wakat (1347–1348)
38. Niccoló Capocci (1348–1351)
39. Hug Desbac (Hugó Desbach) (1351–1361)
wakat (1361–1362)
40. Guillem Arnau i Patau (1362–1364)
wakat (1364–1365)
41. Pere de Luna (1365–1370)
wakat (1370–1371)
42. Berenguer d'Erill i de Pallars (1371–1387)
43. Galcerà de Vilanova (1388–1396)

1396 – Andora została anektowana przez Aragonię
1. Galcerà de Vilanova (1396–1415) (ponownie)
wakat (1415–1416)
2. Francesc de Tovia (1416–1436)
wakat (1436–1437)
3. Arnau Roger de Pallars (1437–1461)
wakat (1461–1462)
4. Jaume de Cardona i Gandia (1462–1466)
wakat (1466–1467)
5. Roderic de Borja i Escriva (1467–1472)
6. Pere de Cardona (1472–1512)

1512–1513 – Andora została anektowana przez Aragonię
1. Pere de Cardona (1513–1515) (ponownie)
2. Joan d'Espés (1515–1530)
wakat (1530–1532)
3. Pedro Jordán de Urries (1532–1533)
wakat (1533–1534)
4. Francisco de Urríes (1534–1551)
5. Joan Punyet (1551–1553) (tymczasowo (administrator apostolski))
6. Miquel Despuig (1553–1556)
7. Juan Pérez García de Oliván (1556–1560)
wakat (1560–1561)
8. Pere de Castellet (1561–1571)
wakat (1571–1572)
9. Joan Dimes Lloris (1572–1576)
wakat (1576–1577)
10. Miquel Jeroni Morell (1577–1579)
wakat (1579–1580)
11. Hug Ambrós de Montcada (1580–1586)
wakat (1586–1587)
12. Andreu Capella (1587–1609)
wakat (1609–1610)
13. Bernat de Salba i Salba (1610–1620)
wakat (1620–1621)
14. Luís Díes de Aux de Armendáriz (1621–1627)
15. Antonio Pérez (1627–1633)
wakat (1633–1634)
16. Pau Duran (1634–1651)
17. Joan Manuel de Espinosa (1655–1663)
wakat (1663–1664)
18. Melcior Palau i Bosca (1664–1670)
wakat (1670–1671)
19. Pere de Copons i de Teixidor (1671–1681)
wakat (1681–1682)
20. Joan Baptista Desbac i Mortorell (1682–1688)
wakat (1688–1689)
21. Oleguer de Montserrat i Rufet (1689–1694)
wakat (1694–1695)
22. Julià Cano i Thebar (1695–1714)
23. Simeó de Guinda y Apéztegui (1714–1737)
wakat (1737–1738)
24. Jordi Curado y Torreblanca (1738–1747)
25. Sebastià José de Victoria de Emparán de Loyola (1747–1756)
26. Francesc Josep Catalán de Ocón (1757–1762)
wakat (1530–1532)
27. Francesc Fernández de Xátiva y Contreras (1763–1771)
wakat (1771–1772)
28. Joaquín de Santiyán y Valdivielso (1772–1779)
wakat (1779–1780)
29. Joan de García y Montenegro (1780–1783)
wakat (1783–1785)
30. Josep de Boltas (1785–1795)
wakat (1795–1797)
31. Francesc Antoni de la Dueña y Cisneros (1797–1816)
wakat (1816–1817)
32. Bernat Francés y Caballero (1817–1824)
33. Isidor Bonifaci López y Pulido (1824–1827)
wakat (1827–1828)
34. Simó Rojas de Guardiola y Hortoneda (1828–1851)
wakat (1851–1853)
35. Josep Caixal i Estradé (1853–1879)
36. Salvador Casañas i Pagès (1879–1901) (kard. od 1895)
37. Ramon Riu i Cabanes (1901)
38. Toribio Martín (1902) (tymczasowo (wikariusz))
39. Joan Josep Laguarda i Fenollera (1902–1906)
wakat (1530–1532)
40. Josep Pujargimzú (1907) (tymczasowo (wikariusz))
41. Joan Baptista Benlloch i Vivó (1907–1919)
42. Jaume Viladrich i Gaspa  (1919–1920) (tymczasowo (wikariusz))
43. Justí Guitart i Vilardebò (1920–1940)
44. Ricardo Fornesa i Puigdemasa (1940–1943) (tymczasowo (wikariusz))
45. Ramón Iglesias i Navarri (1943–1969)
46. Ramón Malla Call (1969–1971) (tymczasowo (administrator apostolski))
47. Joan Martí i Alanís (1971–2003)
48. Joan Enric Vives Sicília (2003–2025)
49. Josep-Lluís Serrano Pentinat (od 2025)